# Nimet Öktem
Rabia Nimet Öktem (* 30. Juni 1934 in Izmir; † 14. August 2017 ebenda) war eine türkische Parasitologin. 

## Leben
Öktems Familie kam von der Insel Kreta. Nach ihrem Abitur am Mädchengymnasium in Izmir begann sie 1954 ihr Grundstudium in der Abteilung für Botanik und Zoologie der Universität Istanbul, das sie 1958 abschloss. Im Juni 1958 wurde sie Assistentin an der Landwirtschaftlichen Fakultät am Lehrstuhl für Zytogenetik der Ege Üniversitesi. Im Oktober desselben Jahres wechselte sie in die Zoologische Abteilung. Im September 1963 wurde sie mit der Dissertation Ophisops elegans Ménetriés'in Türkiyede Subspesifik Bölümü ve Izmir Bölgesinde Biolojisi Üzerinde Arastirmalar (Untersuchungen zum Europäischen Schlangenauge in der Türkei und seiner Biologie in der Region Izmir) unter der Leitung von Muhtar Başoğlu zum Doktor promoviert. Vom Mai 1964 bis Mai 1966 arbeitete sie im Zoologielabor der Universität von Clermont-Ferrand. Ferner arbeitete sie im Elektronenmikroskop-Zentrum der Medizinischen Fakultät der Ege Üniversitesi. 1968 wurde sie außerordentliche Professorin. Von Oktober 1974 bis zu ihrer Pensionierung im Jahr 1997 war sie ordentliche Professorin sowie Leiterin der Abteilungen für Zoologie und Biologie an der Fakultät für Naturwissenschaften der Ege Üniversitesi. Von 1981 bis zum Jahr 2000 war sie Leiterin des Naturkundemuseums in Izmir.
Öktem veröffentlichte 47 Fachartikel, davon 34 in der Türkei und 13 im Ausland, und sie war als Co-Autorin an vier Büchern beteiligt. Sie war Mitglied der Group des Protistologues de langue Francaise (Frankreich), der Society of Protozoologists (Vereinigte Staaten) und der Türkiye Biyologlar Derneği (Türkische Biologische Gesellschaft).
Öktem beschrieb die Ciliaten-Arten Prosicuophora basoglui, Entodinium williamsi, Entodinium semahatae und Entodinium basoglui.

## Dedikationsnamen
Nach Öktem sind die Wimpertierchenarten Nyctotherus oektemae Şenler & Yıldız, 2000 aus dem Darm von Froschlurchen, sowie Entodinium oektemae Göçmen, Tosunoğlu & Falakalı, 2001 aus dem Pansen von Wiederkäuern, benannt.

## Schriften (Auswahl)
- (mit Muhtar Başoğlu): Zoofizyoloji Praktikumu. Ege Üniversitesi Fen Fakültesi Kitaplar Serisi, No. 40, Bornova-İzmir, 1972
- (mit İbrahim Baran):  Arthropoda  Laboratuvar Kılavuzu. Ege  Üniversitesi Fen Fakültesi Kitaplar Serisi, No. 75, İlker Matbaası, Bornova-İzmir, 1977
- (mit İbrahim Ethem Çevik): Fizyoloji Praktikumu. Ege Üniversitesi Fen Fakültesi Kitaplar Serisi, No. 121, Bornova-İzmir, 1988
- (mit Bayram Göçmen): Genel Parazitoloji Uygulama Kitabı. Ege Üniversitesi, Fen Fakültesi Kitaplar Serisi, Nr. 161, 1998